# Alan Evans
Pour les articles homonymes, voir Evans.
Alan Evans, pseudonyme de Alan Stoker, né le 2 octobre 1930 à Sunderland (en), dans le comté de Cumbria, et mort en 2006, est un romancier britannique, auteur de plusieurs romans policiers, d'aventures et de guerre, ainsi que d'ouvrages de littérature d'enfance et de jeunesse.

## Biographie
Haut fonctionnaire de la Couronne britannique, Alan Stoker adopte au milieu des années 1960 le pseudonyme d'Alan Evans pour signer des thrillers policiers et des romans policiers situés dans des cadres exotique. Ainsi Piste de secours (The Big Deal, 1971) raconte les mésaventures de deux aventuriers en butte à l'hostilité de guérilleros en Amérique du Sud.
Alan Evans est toutefois mieux connu comme auteur de récits de guerre et d'aventures qui ont pour cadre des batailles navales pendant la Première ou la Seconde Guerre mondiale. Soigneusement documenté, et bénéficiant de sa propre expérience de service actif dans la Royal Navy pendant les deux conflits, les romans évoquent habilement la tension et la terreur suscitées par la guerre. Six titres ont pour héros récurrent le commandant David Cochrane Smith, un capitaine franc-tireur de la Première Guerre mondiale qui doit lutter à la fois contre l'ennemi et contre le scepticisme des hauts gradés de l'Amirauté britannique. En dépit d'obstacles apparemment insurmontables, il parvient néanmoins à triompher. Plusieurs des personnages et intrigues de cette série sont fondés sur des individus et des faits réels, notamment dans Thunder at Dawn (1978), dont le récit s'inspire du déroulement de la bataille de Coronel, le 1er novembre 1914, au large de la côte centrale du Chili.
Après 1971, certains romans signés Alan Evans sont des thrillers d'aventures appartenant à la littérature d'enfance et de jeunesse.

## Œuvre

### Romans

#### SérieCommandant David Cochrane Smith
- Thunder at Dawn (1978)
- Ship of Force (1979)
- Dauntless (1980)
- Audacity (1985)
- Seek and Destroy (1986)
- Orphans of the Storm (1990)

#### Autres romans
- The End of the Running (1966) Publié en français sous le titre À bout de course, Paris, Gallimard, Série noire no 1127, 1967
- Mantrap (1967) Publié en français sous le titre Un éclair dans la jungle, Paris, Gallimard, Série noire no 1196, 1968
- Bannon (1968)
- Vicious Circle (1970)
- The Big Deal (1971) Publié en français sous le titre Piste de secours, Paris, Gallimard, Série noire no 1467, 1971
- Running Scared (1975)
- Kidnap! (1976)
- Escape at the Devil's Gate (1978)
- Seek Out and Destroy (1982)
- Deed of Glory (1984)
- Eagle at Taranto (1987)
- Night Action (1989)
- Sink or Capture! (1993)
- Sword At Sunrise: A Novel of D-day (1994)
- The Last Whale (1996)
- Shadow Men (1998)

## Sources
- Claude Mesplède et Jean-Jacques Schleret, SN, voyage au bout de la Noire : inventaire de 732 auteurs et de leurs œuvres publiés en séries Noire et Blème : suivi d'une filmographie complète, Paris, Futuropolis, 1982 (OCLC 11972030), p. 128